# Левандовский, Януш
Януш Антоний Левандовский (пол. Janusz Antoni Lewandowski; род. 13 июня 1951, Люблин) — польский и европейский политик, европейский комиссар по бюджетным вопросам с 9 февраля 2010 года.

## Биография
Учился в Гданьском университете, где изучал экономику, в 1974 году защитил магистерскую диссертацию, в 1984 года — докторскую. Работал в сфере морских перевозок, в конце 80-х некоторое время преподавал в Гарвардском университете. В 1980—1989 был экономическим советником «Солидарности».
В 1991 и 1992—1993 был министром приватизации. В 1991—1993 и 1997—2005 депутат Сейма.
На выборах в Европарламент 2004 года был избран от партии «Гражданская платформа». На выборах в Европарламент 2009 года был переизбран, но 9 февраля 2010 года оставил своё депутатское место в связи с утверждением его в обновлённом составе Еврокомиссии.